# Horemheb
Dyeserjeperura Horemheb u Horemheb, fue el último faraón de la XVIII Dinastía egipcia; gobernó las Dos Tierras durante unos 27 años, de c. 1323/1 a 1295/4 a. C. Sus nombres de coronación y de nacimiento fueron: Dyeserjeperura-Setepenra Horemheb-Meryamón.

## Biografía
Era descendiente de una antigua familia aristocrática, aunque no estaba emparentado con ningún miembro de la familia real gobernante. Las primeras menciones que tenemos de él datan del reinado de Amenhotep IV, más tarde llamado Akenatón. Horemheb habitaba en la nueva capital del reino, Ajetatón, y era el comandante de las tropas y uno de los líderes del ejército. Horemheb era un cortesano cultivado, además de un célebre militar, en la convulsa corte egipcia sembrada de intrigas palaciegas.
Durante el reinado de Tutankamón el general Horemheb salta a primera escena y, junto con otro personaje, el visir Ay, acaparan todo el poder en sus manos, dominando por completo al joven rey [cita requerida]. Se desconoce la relación entre estos dos poderosos personajes y el hecho de si fueron rivales o aliados en este período, pero es cierto que juntos vieron crecer su influencia durante diez largos años.
Es motivo de debate si a la muerte de Tutankamón (quien fue enterrado sin descendencia viva conocida) Horemheb apoya la proclamación de Ay como faraón, puesto que el anciano visir era para entonces un anciano sin hijos varones y seguidor de la impopular tradición de Amarna, pero parece más probable que Ay lograra coronarse debido a sus influencias, para disgusto de Horemheb. 

### Ascenso al trono
Ay había designado en vida a Nakhtmin como su sucesor, hecho que está respaldado porque dicho heredero aparece nombrado rpat (Príncipe heredero de la corona) y sa nsu (hijo del faraón) en una escultura funeraria que data del período de Ay como faraón pero es un hecho que a la muerte de Ay, Horemheb logró hacerse coronar como Señor de las dos Tierras, haciendo a un lado a Nakhtmin. Esto se logró en parte porque Horemheb había alcanzado estatus de héroe nacional, debido a sus victorias contra los hititas y en parte porque Tutankamon le había nombrado el heredero legal de la corona. El único obstáculo del general —no pertenecer a la familia real— fue eludido al casarse en segundas nupcias con la hija de Ay, Mutnedymet, hermana de la gran esposa real de Ajenatón, la bella Nefertiti. Horemheb estuvo casado antes con Amenia, pero es posible que ya hubiera muerto por entonces. No hay que olvidar que el recién coronado rey debía de ser ya de edad madura al ascender, lo que no le impidió restaurar la confianza del pueblo en la figura del faraón y congraciarse con los sacerdotes de Amón, ambos grandes aciertos de su reinado.

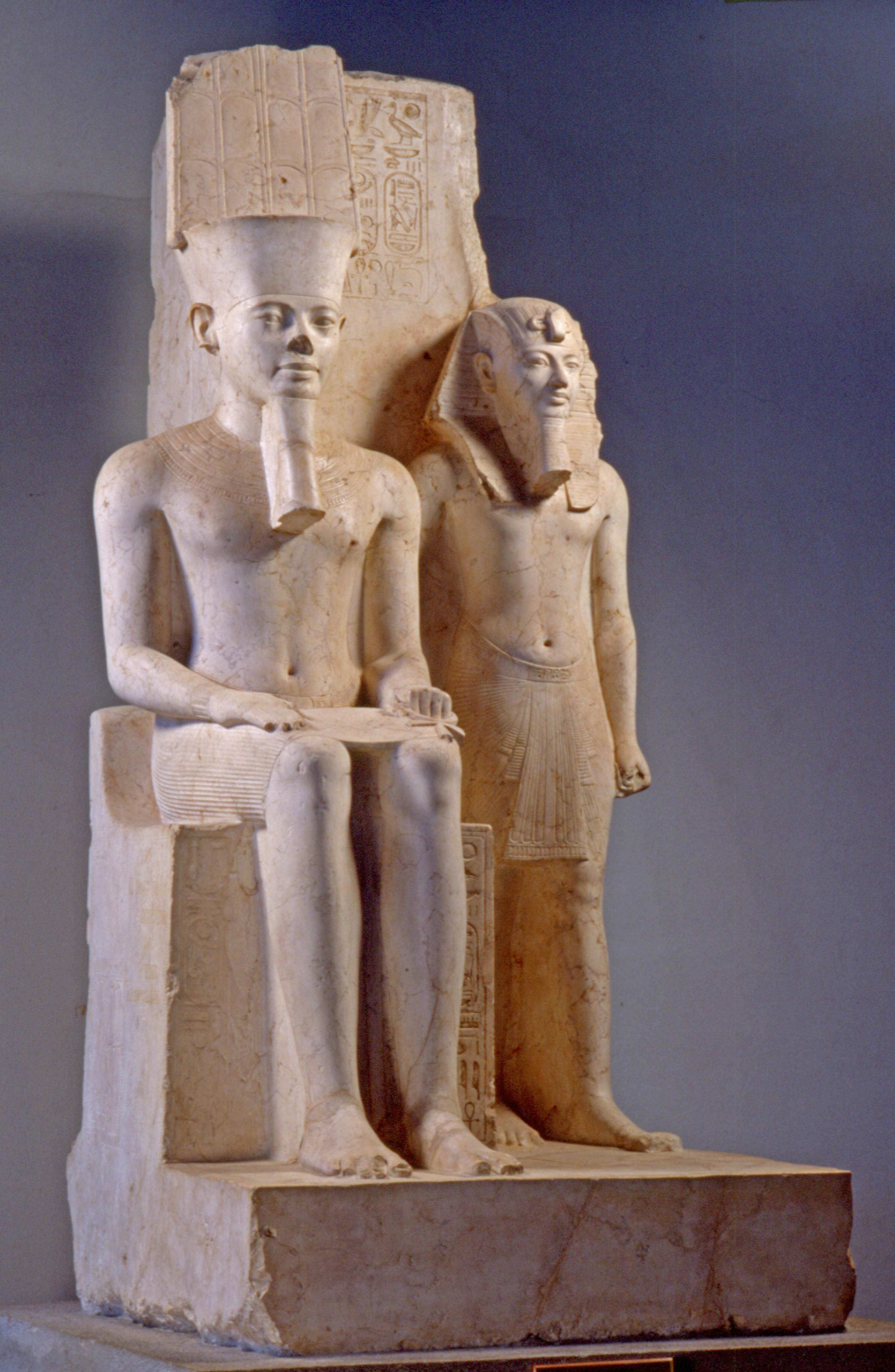
Estatua del rey Horemheb con el dios Amón Piedra caliza. Reino Nuevo, dinastía XVIII, reinado de Horemheb (1319-1292 a. C.). Tebas. Colección Drovetti (1824), Museo Egipcio de Turín

### Gobierno
Intentó recuperar la influencia internacional del país, al emprender la conquista de Canaán sur y planificar la futura invasión de Siria. Horemheb ha pasado a la historia como un rey que gobernó con mano de hierro y cierta dureza, pero que logró recuperar casi completamente la situación del país, muy abandonada desde tiempos de Ajenatón.

### Horemheb y el clero

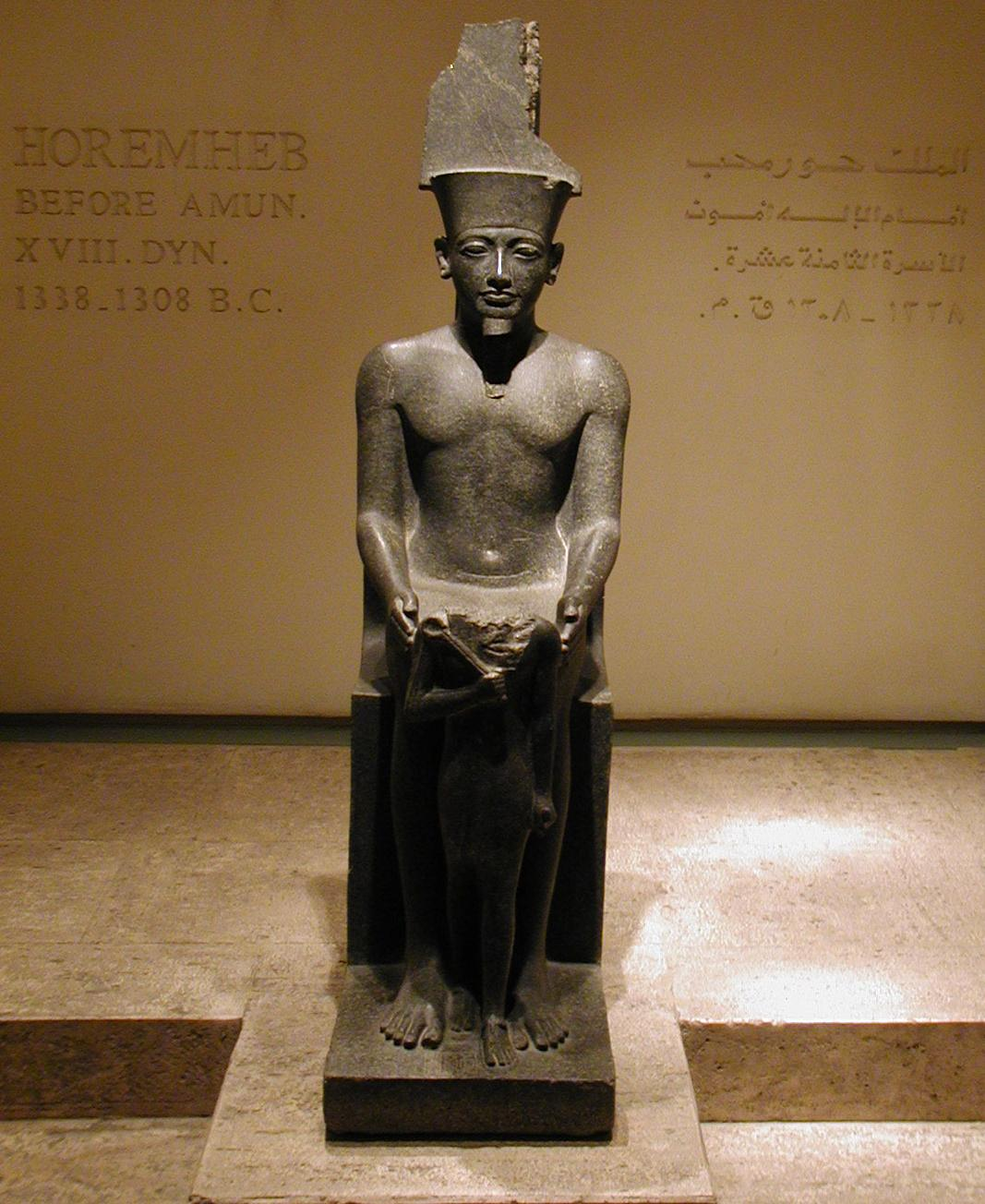
Horemheb y Amón. Museo de Luxor.

Horemheb, devoto de Horus, restableció la alianza de la oligarquía y el ejército con los sacerdotes de Amón, posibles aliados en su ascenso al trono, devolviéndoles algunos privilegios, y comenzándose a planificar la destrucción de Ajetatón, la capital erigida por Ajenatón, misión que realizarán faraones posteriores.

### Horemheb y sus antecesores
Se achacó a Horemheb borrar de las Listas Reales los nombres de los reyes heréticos seguidores de Atón, protagonistas del llamado Cisma de Amarna: Ajenatón, Tutankamón y Semenejkara, pero es más probable que esto hubiera sucedido posteriormente, en la época de Ramsés II. Sabemos, sin embargo, que Horemheb emprendió una damnatio memoriae destruyendo sistemáticamente todo rastro del reinado de Ay - al que consideraba seguramente un usurpador - reutilizando su templo funerario, borrando a cincel el nombre de Ay de la decoración del mismo y reduciendo a pedazos el sarcófago de su tumba. No así con la tumba de Tutankamón, la cual seguramente perdonó debido a la confianza que el joven rey le otorgara durante su breve reinado. 
Con todo esto, Horemheb figura en las Listas Reales posteriores, como sucesor de Amenhotep III, sumando a sus años de gobierno los de los reyes "herejes", dándole a su reinado una duración ficticia de 58 años, en vez de los 27 años reales.

### Su tumba
Fue enterrado en una bella tumba, KV57, en el Valle de los Reyes, pero su momia aún no se ha encontrado, y es una de las grandes ausentes entre las de los grandes faraones del Imperio Nuevo.

### Sucesor
A Horemheb le sucede su visir, Paramesu, que tomó el nombre de Ramsés I y fundó la siguiente dinastía. No se conoce descendencia masculina del último rey de la brillante y famosa XVIII Dinastía, pero se sospecha que tuvo una hija, de nombre Tanedyemy, que fue emparentada con la nueva casa real.

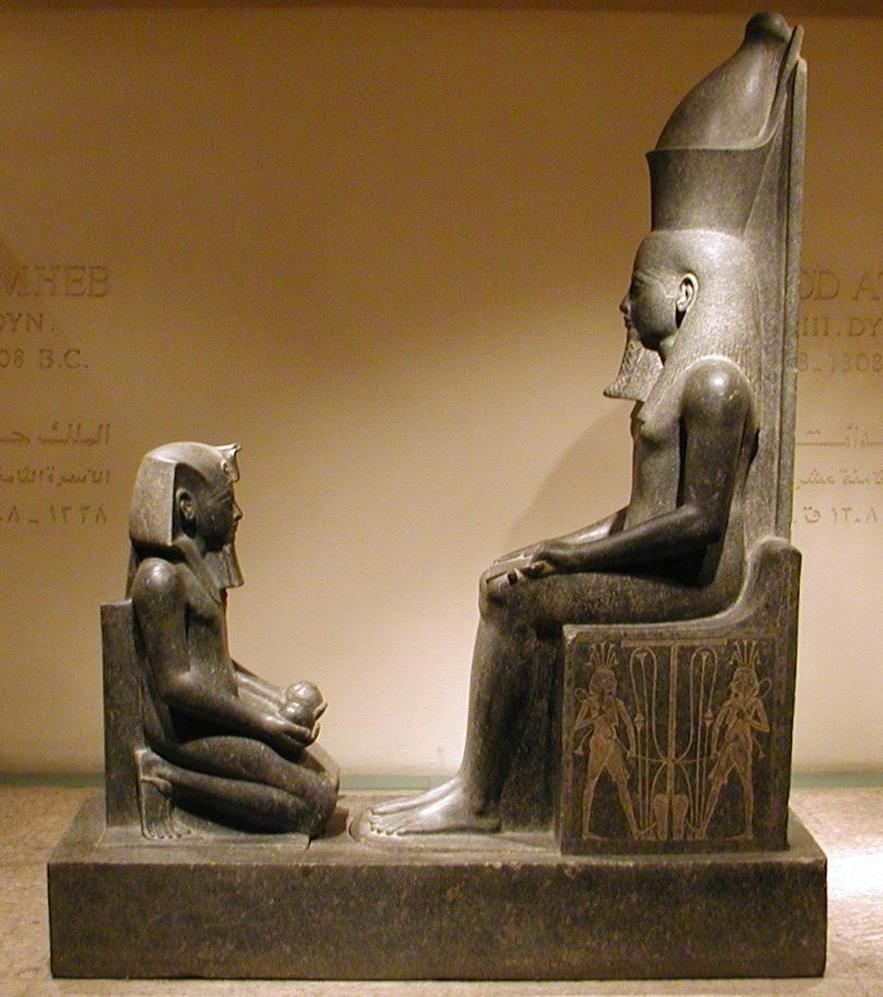
Horemheb oferente ante Atum. Museo de Luxor.

## Testimonios de su época
Se atestigua poca actividad edificatoria original durante su reinado. El proyecto principal en Tebas fue el templo funerario del rey, que usurpó de Ay. Los edificios añadidos en el templo de Amón en Karnak fueron erigidos empleando bloques de los templos de Atón en Karnak.
- Capilla perforada en la roca en Gebel Silsileh (Sethe 1957:2138 - 2139)
- Fragmento con su nombre en el templo en Faras (Nubia) (Karkowski 1981:117)
- Inscripción en una estatua, en Turín (Sethe 1957:2113 - 2120)
- Fragmento de una inscripción similar de Menfis (Sethe 1957:2121 - 2124)
- Varias inscripciones y estelas en Karnak (Sethe 1957:2124 - 2128, 2140-2162)
- Fragmentos de varias estelas (Sethe 1957:2129 - 2133)
- Fragmento de un decreto real, encontrado en Menfis (Museo Petrie)

## Titulatura
| Titulatura | Jeroglífico | Transliteración (transcripción) - traducción - (referencias) |

| G5 |

| G5 |

| E2 · D40 | M44 | G43 | G13 | S29 | P8 | Z7 |

| E2 · D40 | M44 | G43 | G13 | S29 | P8 | Z7 |

| E2 · D40 | M44 | G43 | G13 | S29 | P8 | Z7 |

| E2 · D40 | M44 | G43 | G13 | S29 | P8 | Z7 |

| G5 |

| G5 |

| E2 · D40 | M44 | G43 | G13 | S29 | P8 | Z7 |

| E2 · D40 | M44 | G43 | G13 | S29 | P8 | Z7 |

| E2 · D40 | M44 | G43 | G13 | S29 | P8 | Z7 |

| E2 · D40 | M44 | G43 | G13 | S29 | P8 | Z7 |

| G16 |

| G16 |

| G36 · r | U16 · t | Z3 | m | i | p · t | Q1 | Q1 | Q1 |

| G36 · r | U16 · t | Z3 | m | i | p · t | Q1 | Q1 | Q1 |

| G16 |

| G16 |

| G36 · r | U16 · t | Z3 | m | i | p · t | Q1 | Q1 | Q1 |

| G36 · r | U16 · t | Z3 | m | i | p · t | Q1 | Q1 | Q1 |

| G8 |

| G8 |

| O4 · r | Y1 · D2 · Z1 | C10 | s | L1 | N17 · N17 |

| O4 · r | Y1 · D2 · Z1 | C10 | s | L1 | N17 · N17 |

| G8 |

| G8 |

| O4 · r | Y1 · D2 · Z1 | C10 | s | L1 | N17 · N17 |

| O4 · r | Y1 · D2 · Z1 | C10 | s | L1 | N17 · N17 |

| N5 | D45 | L1 | Z3 | N5 | U21 · n |

| N5 | D45 | L1 | Z3 | N5 | U21 · n |

| N5 | D45 | L1 | Z3 | N5 | U21 · n |

| N5 | D45 | L1 | Z3 | N5 | U21 · n |

| N5 | D45 | L1 | Z3 | N5 | U21 · n |

| N5 | D45 | L1 | Z3 | N5 | U21 · n |

| N5 | D45 | L1 | Z3 | N5 | U21 · n |

| N5 | D45 | L1 | Z3 | N5 | U21 · n |

| N5 | D45 | L1 | Z3 | N5 | U21 · n |

| N5 | D45 | L1 | Z3 | N5 | U21 · n |

| N5 | D45 | L1 | Z3 | N5 | U21 · n |

| N5 | D45 | L1 | Z3 | N5 | U21 · n |

| N5 | D45 | L1 | Z3 | N5 | U21 · n |

| N5 | D45 | L1 | Z3 | N5 | U21 · n |

| N5 | D45 | L1 | Z3 | N5 | U21 · n |

| N5 | D45 | L1 | Z3 | N5 | U21 · n |

| i | mn · n · U7 | N | G5 | Aa13 · Hb |

| i | mn · n · U7 | N | G5 | Aa13 · Hb |

| i | mn · n · U7 | N | G5 | Aa13 · Hb |

| i | mn · n · U7 | N | G5 | Aa13 · Hb |

| i | mn · n · U7 | N | G5 | Aa13 · Hb |

| i | mn · n · U7 | N | G5 | Aa13 · Hb |

| i | mn · n · U7 | N | G5 | Aa13 · Hb |

| i | mn · n · U7 | N | G5 | Aa13 · Hb |

| i | mn · n · U7 | N | G5 | Aa13 · Hb |

| i | mn · n · U7 | N | G5 | Aa13 · Hb |

| i | mn · n · U7 | N | G5 | Aa13 · Hb |

| i | mn · n · U7 | N | G5 | Aa13 · Hb |

| i | mn · n · U7 | N | G5 | Aa13 · Hb |

| i | mn · n · U7 | N | G5 | Aa13 · Hb |

| i | mn · n · U7 | N | G5 | Aa13 · Hb |

| i | mn · n · U7 | N | G5 | Aa13 · Hb |